# Jacqueline Beer
Jacqueline Beer (nacida como Jacqueline Vangramberg; 14 de octubre de 1932) es una actriz francesa que fue Miss Francia en el certamen de Miss Universo de 1954. Es presidenta del Consejo de Administración del Thor Heyerdahl Institute, situado en Larvik, Noruega. Su segundo marido fue el científico Thor Heyerdahl. A veces se la conoce como Jacqueline Baer.

## Primeros años
El padre de Beer era "un conocido escritor y propietario de una gran granja de caballos". Estudió en un convento cercano a París.

## Cine y TV
Poco después de ganar el concurso Miss Francia, Beer firmó un contrato con Paramount Pictures. Debutó en el cine estadounidense en 1956 con un papel no acreditado como modelo en la comedia de Bob Hope That Certain Feeling. También interpretó a Marianne en el drama bélico Screaming Eagles (1956) y Monique Souvir en la película de misterio y suspense The Prize (1963). Participó como estrella invitada en la primera temporada de Maverick, en un episodio de 1958 titulado "Diamond in the Rough", protagonizado por Jack Kelly y basado en la historia real del Great Diamond Hoax de 1872.
Hoy en día se la recuerda sobre todo por su papel durante cinco años como Suzanne Fabray, apodada "Frenchy", la encantadora y eficiente telefonista (y agente ocasional) de la clásica serie de televisión de detectives 77 Sunset Strip protagonizada por Efrem Zimbalist Jr..

## Vida personal
Beer se casó con Jean Antoine Garcia Roady, un contador, el 26 de noviembre de 1955. Tuvieron dos hijos, Serge y Laurent, y una hija, Sabine.
En 1991, Beer se casó con el etnógrafo y aventurero Thor Heyerdahl, a quien conoció en Güímar, en la isla española de Tenerife. Beer se incorporó a su trabajo como fotógrafa aficionada. Tras su muerte en 2002, siguió trabajando en el Thor Heyerdahl Research Centre de Aylesbury, Reino Unido, del que es presidenta del Consejo de Administración.

## Apariciones en televisión
| Año       | Título                                 | Papel                              | Notas                                                                           |
| --------- | -------------------------------------- | ---------------------------------- | ------------------------------------------------------------------------------- |
| 1955      | The People's Choice                    | Yvette                             | "Sock Plays Cupid", con Jackie Cooper                                           |
| 1956      | The George Burns and Gracie Allen Show | Yvette                             | Tres episodios                                                                  |
| 1958      | Maverick                               | Henriette                          | Episodio: "Diamond in the Rough" con Jack Kelly                                 |
| 1958–1964 | 77 Sunset Strip                        | Suzanne, la telefonista            | Papel recurrente                                                                |
| 1959      | Sugarfoot                              | Yvette Marveux                     | Episodio: "The Royal Raiders" con Will Hutchins                                 |
| 1960      | The Alaskans                           | Jacqueline St. Clair               | Episodio "The Seal Skin-Game" con Roger Moore                                   |
| 1961–1962 | Bronco                                 | Celeste Powell and Duchess Eugenia | Dos episodios con Ty Hardin                                                     |
| 1965      | The Rogues                             | Jean                               | Episodio "Gambit by the Golden Gate" con Charles Boyer, Gig Young y David Niven |
| 1965      | Mister Ed                              | Inez                               | Episodio "Ed the Counterspy"                                                    |
| 1965      | Run for Your Life                      | Jeannine Manet                     | Episodio "The Cold, Cold War of Paul Bryan"                                     |
| 1965      | The Man from U.N.C.L.E.                | Genevieve Fiamma                   | Episodio "The Re-Collectors Affair"                                             |
| 1966      | Daniel Boone                           | Heloise Jolliet                    | Episodio "Gabrie"                                                               |
| 1966      | Jericho                                |                                    | Episodio "Upbeat and Underground"                                               |
| 1979      | The French Atlantic Affair             | Madam Grilley                      |                                                                                 |